# Tubercolosi postprimaria
Lo stadio della riattivazione della Tbc (tubercolosi) viene detta Tubercolosi secondaria o postprimaria (in genere dell'adulto).
L'infezione iniziale, primaria, di solito presa da bambini, lascia cicatrici nodulari negli apici di uno o di entrambi i polmoni, che sono le sedi più comuni per una successiva riattivazione della malattia. Anche la gastrectomia parziale (per la mancanza della barriera acida dello stomaco) e la silicosi predispongono allo sviluppo della Tbc attiva.
La Tbc secondaria si riattiva tipicamente nelle cicatrici nodulari nell'area apicale di uno o di entrambi i polmoni. L'infezione in una di queste cicatrici o in un vecchio linfonodo calcifico si riattiva e immette sostanze caseose nel bronco lobare o segmentale, causando dapprima un focolaio simile ad una polmonite che persiste malgrado la terapia antibiotica ad ampio spettro. La caseosi è un materiale biancastro simile per consistenza ad un formaggio (es. ricotta) che si forma nei focolai tubercolari ed è tipico di questa malattia; è dovuto alla distruzione del tessuto malato e alla reazione immunitaria dei nostri linfociti: è più abbondante nelle persone immunodeficienti, nei quali si può arrivare alla cosiddetta tisi, cioè la cavitazione di una zona del polmone: da queste caverne i germi possono diffondere nei bronchi ed essere espulsi con la tosse (Tbc bacillifera). Questa forma è la sola contagiosa, tramite la tosse e le goccioline di saliva.
Nel paziente immunocompetente anche le grosse caverne possono cicatrizzare con la terapia appropriata, anche se la terapia deve essere intensiva e prolungata, almeno sei mesi. La malattia è molto più aggressiva nei soggetti immunocompromessi nei quali, se non viene trattata adeguatamente e aggressivamente, può anche essere fatale in meno di due mesi dalla comparsa del primo sintomo.
Oltre che nel polmone, la Tbc può riattivarsi, più raramente, in molte altre sedi dell'organismo, principalmente apparato urinario e ossa - articolazioni.